# Гриченко, Юлия Сергеевна
Юлия Сергеевна Гриченко (род. 10 марта 1990, Батайск, Ростовская область) — российская футболистка, вратарь команды «Зенит» и сборной России. Мастер спорта России международного класса (2016).

## Карьера

### Клубная
Воспитанница школы СДЮСШОР № 9 города Краснодар. Первые тренеры: Татьяна Зайцева и Наталья Дыгай. С 2007 года выступала в молодёжном составе «Кубаночки», в основном составе с 2010 года. Побеждала один раз в первом дивизионе чемпионата России и дважды выходила в финал Кубка России. В сезоне 2016 года выступала за подмосковную «Россиянку», где за весь чемпионат пропустила 3 мяча и все с пенальти. Стала обладательницей золотых медалей. В 2017 году часть игроков перешли в женский ЦСКА, в том числе и Юлия. В том же сезоне выиграла с командой Кубок страны.
В 2018 году был возрождён московский «Локомотив», где в сезоне 2018 года была основным вратарём. В 2019 году сыграла 4 матча в основном составе. Стала серебряным призёром чемпионата России 2019 года.
В 2020 году перешла в новосозданный «Зенит» (Санкт-Петербург), вошедший в структуру клуба. В 2021 году отыграла без замен все 27 матчей чемпионата и стала бронзовым призёром, а в 2022, 2023 и 2024 годах стала чемпионом России.

### В сборной
В сборную Юлия получила первый вызов по ходу сезона 2011/2012. Первую официальную игру она провела 22 июня 2013 года против Украины, заменив уже на 11-й минуте Эльвиру Тодуа, повредившую плечо, и отыграла «на ноль». Юлия была в составе сборной на чемпионате Европы 2013 года единственным игроком от «Кубаночки», но не сыграла ни одного матча. 21 сентября 2013 года в Коттбусе в рамках отбора на чемпионат мира пропустила девять мячей от сборной Германии. Это поражение стало крупнейшим за всю историю сборной.
Гриченко также играла за сборную России на Универсиаде 2015 года, завоевав серебряные медали. Дебют на Универсиаде состоялся в матче против Южной Кореи: Россия выиграла 8:0, а Гриченко в том матче почти не вступала в игру.